# Amt Aubonne

Schloss Aubonne, Sitz der Landvögte zu Aubonne von 1701 bis 1798

Das Amt Aubonne (frz. Bailliage d’Aubonne) war eine Landvogtei  in der Stadt und Republik Bern in der Schweiz. 
Das  Amt entstand, nachdem die Stadt Bern die Herrschaft Aubonne mit Schloss und allem Zugehörigen am 5. Februar 1701 vom Markgraf Henri de Quesne erworben hatte. Dieser seinerseits hatte die Herrschaft 1685 von Jean-Baptiste Tavernier gekauft. Das Amt umfasste die Dörfer Lavigny, Étoy, Saint-Livres, Yens, Gimel, Essertines-sur-Rolle, Saint-Oyens, Féchy, Montherod, Saubraz, Longirod, Burtigny und Marchissy. Später, 1798 bis 1803, wurde es während der Helvetik zu einem helvetischen Distrikt im Kanton Léman, bevor es mit der anschliessenden Inkraftsetzung der Mediationsverfassung zum Bezirk Aubonne des Kantons Waadt wurde.

## Liste der Landvögte zu Aubonne
| - Emanuel Bondeli, 1701 - Johann Rudolf Tillier, 1707 - Beat Ludwig Willading, 1715 - Niklaus Fischer, 1721 - Rudolf Steiger, 1727 | - Hans Rudolf Dachselhofer, 1733 - Rudolf Friedrich Fischer, 1739 - Emanuel Morlot, 1745 - Vincenz Bernhard Tscharner, 1769–1775 |